# 4,7 cm KPÚV vz. 36
Il cannone controcarri cecoslovacco da 4,7 cm kanón proti útočné vozbě vz. 36 (4,7 mm KPÚV vz. 36), A5 per l'azienda, venne progettato dalla Skoda tra il 1939 e il 1940 e utilizzato soprattutto dall'esercito tedesco come 4,7 cm PaK 36(t); qualcuno venne anche venduto alla Jugoslavia. Esso aveva un affusto obsoleto, ma poteva contare su una munizione da 1,65 kg, capace di perforare a 640 metri una corazzatura di 51 mm.
Venne costruito in seguito all'esperienza con i cannoni anticarro da 37 mm per carri armati.
Il suo destino, paradossalmente, fu di non sparare nemmeno un colpo per i cecoslovacchi, in quanto i tedeschi, dopo l'occupazione del paese, ne rimasero impressionati e decisero di usarlo come arma per i loro reparti, specialmente nella versione A9 per cacciacarri Panzerjäger I, basati su scafi Panzer I.Servì soprattutto nelle campagne in Francia. Qualcuno fu anche mandato in Nord Africa, ma nel 1942 fu presto sostituito da armi più efficaci.

## Penetrazione di corazzatura
- 60 mm a 1.200 m a 90°

Esistono anche stime leggermente più favorevoli della capacità di penetrazione di quest'arma:
| Tavola di penetrazione dell'armatura |                                  |
| Gittata                              | Acciaio omogeneo inclinato a 30° |
| 100 m (110 yd)                       | 87 mm (3,4 pollici)              |
| 500 m (550 yd)                       | 69 mm (2,7 pollici)              |
| 1.000 m (1.100 yd)                   | 52 mm (2,0 pollici)              |
| 1.500 m (1.600 yd)                   | 39 mm (1,5 pollici)              |